# Летючі вітрила
Летючі вітрила, летучі вітрила — додаткові вітрила, що не належать до постійної вітрильності суден, ставляться в допомогу основним вітрилам при слабкому вітрі. Можуть бути прямими і косими.
Прямі летючі вітрила це переважно ліселі, бом-брамселі і трюмселі. За винятком ліселів, летучі вітрила ставляться вище основних (іноді навіть на флагштоках). Бом-брамселі ставляться над брамселями, трюмселі над бом-брамселями. У них простіший такелаж, ніж в основних вітрил: їхні реї не мають бейфутів, які могли б притримувати їх при щоглах і часто не озброєні топенантами і брасами. Піднімається й опускається таке вітрило зазвичай разом з реєю. Ліселі ставляться праворуч і ліворуч від основних вітрил. Використовуються при попутному вітрі. На бізань-щоглах ліселі не ставляться, щоб не створювати вітрової тіні гротовим вітрилам. Ліселі ставляться на особливих рангоутних деревах — лісель-спіртах, що подовжують відповідні реї.
До косих летючих вітрил належать верхні косі вітрила, розташовані між щоглами (верхні стакселі). У них немає леєрів і штагів, їх піднімають фалом прямо з палуби.